# Anolis barbatus
Espèce
Synonymes
- Chamaeleolis barbatus Garrido, 1982
- Xiphosurus barbatus (Garrido, 1982)

Anolis barbatus est une espèce de sauriens de la famille des Dactyloidae.

## Répartition
Cette espèce est endémique de la province de Pinar del Río à Cuba. Elle se rencontre dans la Sierra del Rosario.

## Description
Les mâles mesurent jusqu'à 170 mm et les femelles jusqu'à 157 mm.

## Publication originale
- Garrido, 1982 : Descripción de una nueva especie cubana de Chamaeleolis (Lacertilia: Iguanidae), con notas sobre su comportamiento. Poeyana, no 236, p. 1-25.